# هيروشي أوهاشي (1959)
هيروشي أوهاشي (大橋 浩司) (ولد 27 أكتوبر 1959) هو لاعب كرة قدم ياباني سابق ومدرب، شارك كمدرب في كأس العالم للسيدات 2007.

## وصلات خارجية
- هيروشي أوهاشي على موقع الاتحاد الدولي (مؤرشف)  (الإنجليزية)
- هيروشي أوهاشي على موقع الاتحاد الدولي (مؤرشف)  (الإنجليزية)
- هيروشي أوهاشي على موقع Soccerway.com (الإنجليزية)
- هيروشي أوهاشي على موقع عالم كرة القدم.نت (الإنجليزية)